# エロール・フリン
エロール・フリン（Errol Flynn、本名：エロール・レスリー・トムソン・フリン（Errol Leslie Thomson Flynn）、1909年6月20日 - 1959年10月14日）はオーストラリア・タスマニア州ホバート出身の俳優。1930年代にハリウッドの剣戟映画などで活躍したアクション・スター。

## 来歴
父は、オーストラリアの著名な海洋生物学者であるセオドア・トムソン・フリン。
子供の頃は問題児で、数々の学校を放校になったという。10代より世界中を転々とし、金鉱発掘夫・宝探し人・船員・漁師など様々な職に就く。20歳の時にはニューギニアに渡り、タバコ・プランテーションを起こすが失敗。1930年代にイギリスに移り、短期間舞台に立った。
1933年にオーストラリア映画で映画デビュー。1930年代、40年代と、剣戟映画で勇敢に正義をもって悪に立ち向かうキャラクターを演じ人気を集めたが、私生活ではアルコール依存症の問題を抱えたり、十代の少女との不純交際をたびたび起こすなど、スキャンダルが多かった。1942年にはレイプ事件で訴えられたこともあった。
結婚は3度している。1935年から1942年まで結婚していた年上の女優リリー・ダミタとの間に息子が一人、1943年に結婚したノラ・エディントンとの間に娘が二人、1950年に結婚したパトリス・ワイモアとの間に娘が一人いる。
多くの活劇映画で共演したオリヴィア・デ・ハヴィランドを愛していたが、彼女は素行に問題の多い彼を相手にしなかった。
作家として小説を2冊書いている。
1959年、心臓発作のためカナダのバンクーバーで死去。当時、どんちゃん騒ぎのパーティーでフリンは客をもてなしていたが、体調を崩したため寝室で休息をとったが、その際に発作を起こしたという。カリフォルニアのグレンデールにあるフォーレスト・ローン・メモリアル公園墓地に埋葬されている。
フリンが50歳で死亡した際の最後の恋人である女優のビヴァリー・アードランドは当時17歳で、彼女とのスキャンダラスな関係は2013年に『ラスト・スキャンダル〜あるハリウッドスターの禁じられた情事〜』として映画化されている。
2018年には、映画スターになる前の若き日のフリンの冒険行を自伝的回想録にもとづいて映画化した『レジェンド・ハンター〜ハリウッドの秘宝〜』が公開された。

## 主な出演作品
| 公開年 | 邦題 原題                                               | 役名                                 | 備考           | 吹き替え                                      |
| ------ | ------------------------------------------------------- | ------------------------------------ | -------------- | --------------------------------------------- |
| 1935   | 殴り込み花嫁 The Case of the Curious Bride              | グレゴリー                           |                |                                               |
| 1935   | 海賊ブラッド Captain Blood                              | ピーター・ブラッド                   | 初の主演作品。 |                                               |
| 1936   | 進め龍騎兵 The Charge of the Light Brigade              | ジェフリー                           |                |                                               |
| 1937   | 放浪の王子 The Prince and the Pauper                    | マイルズ                             |                |                                               |
| 1937   | 緑の灯 Green Light                                      | ニューウェル博士                     |                |                                               |
| 1937   | 砂漠の朝 Another Dawn                                   | デニー・ローク大尉                   |                |                                               |
| 1938   | 突撃爆撃隊 The Dawn Patrol                              | コートニー                           |                |                                               |
| 1938   | ロビンフッドの冒険 The Adventures of Robin Hood         | ロビン・フッド                       |                | 不明                                          |
| 1938   | 結婚スクラム Four's a Crowd                             | ボブ                                 |                |                                               |
| 1938   | 黄昏 The Sisters                                        | フランク                             |                |                                               |
| 1939   | 女王エリザベス The Private Lives of Elizabeth and Essex | ロバート                             |                |                                               |
| 1939   | 無法者の群 Dodge City                                   | ウェイド・ハットン                   |                | 御木本伸介（テレビ版1） 岩崎信忠（テレビ版2） |
| 1940   | シー・ホーク The Sea Hawk                               | ジェフリー・ソープ大尉               |                |                                               |
| 1940   | カンサス騎兵隊 Santa Fe Trail                           | J・E・B・スチュアート                |                | 小林修                                        |
| 1940   | ヴァジニアの血闘 Virginia City                          | ケリー・ブラッドフォード大尉         |                |                                               |
| 1941   | 急降下爆撃隊 Dive Bomber                                | ダグラス・リー中尉                   |                | 中村正                                        |
| 1941   | 暗闇の殺人 Footsteps in the Dark                        | フランシス・ウォーレン               |                |                                               |
| 1941   | 壮烈第七騎兵隊 They Died with Their Boots On            | ジョージ・アームストロング・カスター |                | 中村正                                        |
| 1942   | 鉄腕ジム Gentleman Jim                                  | ジェームス・J・コーベット            |                | 中村正                                        |
| 1942   | 戦場を駈ける男 Desperate Journey                        | テレンス・フォーブス中尉             |                | 中村正                                        |
| 1943   | 北部への追撃 Northern Pursuit                           | スティーブ・ワーグナー               |                |                                               |
| 1943   | 暴力に挑む男 Edge of Darkness                           | グンナー・ブロッジ                   |                | 御木本伸介                                    |
| 1945   | 決死のビルマ戦線 Objective, Burma!                      | ネルソン                             |                |                                               |
| 1945   | サン・アントニオ San Antonio                            | クレイ・ハーディン                   |                | 中村正                                        |
| 1947   | 恐怖の叫び Cry Wolf                                     | マーク・コールドウェル               |                |                                               |
| 1947   | 嘆きのプレリュード Escape Me Never                      | セバスチャン・ドゥブロック           |                |                                               |
| 1948   | 賭博の町 Silver River                                   | マイク・マコーム                     |                |                                               |
| 1949   | ドン・ファンの冒険 Adventures of Don Juan               | ドン・ファン                         |                |                                               |
| 1949   | フォーサイト家の女 That Forsyte Woman                   | ソームズ                             |                | 臼井正明                                      |
| 1950   | 印度の放浪児 Kim                                        | マブブ・アリ                         |                |                                               |
| 1950   | モンタナ Montana                                        | モーガン・レーン                     |                |                                               |
| 1950   | 勇魂よ永遠に Rocky Mountain                             | ラフェ・バーストウ                   |                | 中村正                                        |
| 1952   | マニラ Mara Maru                                        | グレゴリー・メイソン                 |                |                                               |
| 1952   | すべての旗に背いて Against All Flags                    | ブライアン・ホーク                   |                | 小林修                                        |
| 1953   | バラントレイ卿 The Master of Ballantrae                 | ジェイミー・ドゥライズディア         |                | 中村正                                        |
| 1954   | 剣侠と美女 Crossed Swords Il Maestro di Don Giovanni    | レンゾ                               |                |                                               |
| 1955   | 覆面の騎士 The Dark Avenger                             | エドワード                           |                |                                               |
| 1956   | イスタンブール Istanbul                                 | ジェームズ・ブレナン                 |                | 細井重之                                      |
| 1957   | 陽はまた昇る The Sun Also Rises                         | マイク・キャンベル                   |                | 中村正                                        |
| 1957   | 暗黒街の罠 The Big Boodle                               | ネッド・シャーウッド                 |                |                                               |
| 1958   | 自由の大地 The Roots of Heaven                          | メジャー・フォーサイス               |                | 中村正                                        |
| 1959   | Cuban Rebel Girls                                       | アメリカ通信員                       |                |                                               |